# Episodi di Endgame
La prima ed unica stagione della serie televisiva Endgame è stata trasmessa sulla rete televisiva canadese Showcase dal 14 marzo 2011 al 13 giugno 2011.
In Italia viene trasmessa in prima visione assoluta ogni mercoledì su Fox Crime a partire dal 26 giugno al 18 settembre 2013.
| nº | Titolo originale          | Titolo italiano             | Prima TV Canada | Prima TV Italia   |
| -- | ------------------------- | --------------------------- | --------------- | ----------------- |
| 1  | Opening Moves             | Mosse d'apertura            | 14 marzo 2011   | 26 giugno 2013    |
| 2  | Turkish Hold'em           | Turkish Hold'em             | 21 marzo 2011   | 3 luglio 2013     |
| 3  | The Caffeine Hit          | Caffè truccato              | 28 marzo 2011   | 10 luglio 2013    |
| 4  | The Other Side of Summer  | L'altra faccia dell'estate  | 4 aprile 2011   | 17 luglio 2013    |
| 5  | I Killed Her              | L'ho uccisa io              | 11 aprile 2011  | 24 luglio 2013    |
| 6  | Fearful Symmetry          | Simmetria della paura       | 18 aprile 2011  | 31 luglio 2013    |
| 7  | Gorillas in Our Midst     | La valigia rubata           | 25 aprile 2011  | 7 agosto 2013     |
| 8  | The White Queen           | La regina bianca            | 2 maggio 2011   | 14 agosto 2013    |
| 9  | Huxley, We Have a Problem | Huxley, abbiamo un problema | 9 maggio 2011   | 21 agosto 2013    |
| 10 | Bless This Union          | Il caveau                   | 16 maggio 2011  | 28 agosto 2013    |
| 11 | Mr. Black                 | Mr. Black                   | 30 maggio 2011  | 4 settembre 2013  |
| 12 | Polar Opposites           | Estremi opposti             | 6 giugno 2011   | 11 settembre 2013 |
| 13 | Deadman Talking           | La morte in faccia          | 13 giugno 2011  | 18 settembre 2013 |

## Mosse d'apertura
- Titolo originale: Opening Moves
- Diretto da: David Frazee
- Scritto da: Avrum Jacobson

## Turkish Hold'em
- Titolo originale: Turkish Hold'em
- Diretto da:
- Scritto da:

## Caffè truccato
- Titolo originale: The Caffeine Hit
- Diretto da: Anne Wheeler
- Scritto da: Jeremy Boxen

## L'altra faccia dell'estate
- Titolo originale: The Other Side of Summer
- Diretto da: Anne Wheeler
- Scritto da: Sarah Dodd

## L'ho uccisa io
- Titolo originale: I Killed Her
- Diretto da:
- Scritto da:

## Simmetria della paura
- Titolo originale: Fearful Symmetry
- Diretto da:
- Scritto da:

## La valigia rubata
- Titolo originale: Gorillas in Our Midst
- Diretto da: Rachel Talalay
- Scritto da: Katherine Collins & Avrum Jacobson

## La regina bianca
- Titolo originale: The White Queen
- Diretto da: Charles Binamé
- Scritto da: Jeremy Boxen

## Huxley, abbiamo un problema
- Titolo originale: Huxley, We Have a Problem
- Diretto da:
- Scritto da:

## Il caveau
- Titolo originale: Bless This Union
- Diretto da:
- Scritto da:

## Mr. Black
- Titolo originale: Mr. Black
- Diretto da:
- Scritto da:

## Estremi opposti
- Titolo originale: Polar Opposites
- Diretto da:
- Scritto da:

## La morte in faccia
- Titolo originale: Deadman Talking
- Diretto da: David Frazee
- Scritto da: Avrum Jacobson